# 2024-25 NBA 시즌
2024-25 NBA 시즌(2024–25 NBA season)은 전미 농구 협회(NBA)의 79번째 시즌이다. 정규 시즌은 2024년 10월 22일에 시작되어 2025년 4월 13일에 끝난다. NBA는 현재 에미레이트 NBA 컵이라고 불리는 2년 연속 시즌 내 토너먼트를 개최할 계획이다. 2025년 NBA 올스타전은 2025년 2월 16일 샌프란시스코 체이스 센터에서 열린다. 플레이인 토너먼트는 2025년 4월 15일부터 18일까지 진행되며, 다음날 플레이오프를 거쳐 6월 NBA 결승전으로 마무리될 예정이다.